# Neopentelia crinifrons
Neopentelia crinifrons är en skalbaggsart som beskrevs av Moser 1912. Neopentelia crinifrons ingår i släktet Neopentelia och familjen Melolonthidae. Inga underarter finns listade i Catalogue of Life.